# 92585 Fumagalli
92585 Fumagalli è un asteroide della fascia principale. Scoperto nel 2000, presenta un'orbita caratterizzata da un semiasse maggiore pari a 2,4302115 au e da un'eccentricità di 0,2105997, inclinata di 1,67110° rispetto all'eclittica.
L'asteroide è dedicato a Francesco Fumagalli, costruttore di telescopi e astrofilo italiano.